# Beni-Mbau

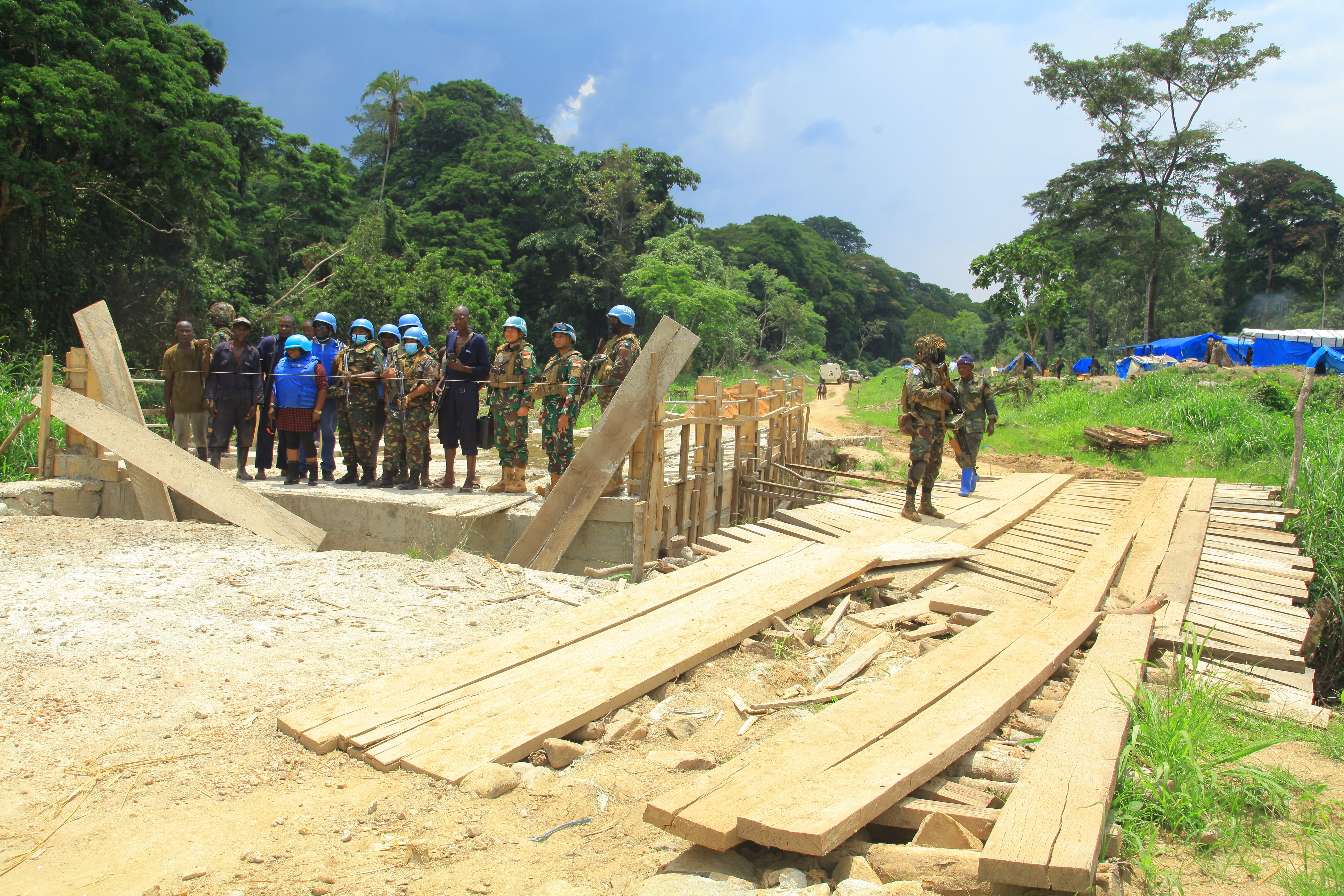
Beni-Mbau

Beni-Mbau est une chefferie du territoire de Beni, dans la province du Nord-Kivu en République démocratique du Congo.

## Géographie
Située à l'extrême nord de la province du Nord-Kivu , cette entité décentralisée est secouée par des guerres entre milices Forces démocratiques alliées (FDA) en collaboration avec les rebelles M23 et les forces armées de la République démocratique du Congo FARDC depuis une décennie. 
- Superficie : 2 657 km2
- Population :254 000 habitants[1]

## Subdivision de la chefferie
Le secteur est subdivisé en quatre groupements :
- Batangi-Mbau
- Bambuba-Kisiki
- Batangi-Madiwe
- Banande-Kainama

Chef de chefferie : Rémy Lumande Paluku 
Sous le régime de Joseph Kabila , l'installation de M. Rémy Lumande eut lieu le 14 août 2010 en remplacement de l'ancien chef de secteur Kahuko Mbusa  qui devint chef de bureau de la mairie de la ville cosmopolite de Beni), Nyonyi Bwanakawa Masumbuko  en tant que maire.
Cette entité territoriale bénéficie de l'accompagnement technique et financier du PNUD depuis 2009, appui substantiel grâce auquel le secteur de Beni-Mbau s'est doté d'un plan de développement (PDL) qui renferme les projets d'investissement identifiés de manière participative par la population dans les 36 Villages qui composent le secteur.

## Culture
Dans la chefferie de Beni-Mbau nous trouvons sept grandes tribus : les Wanande, les Bambuba, les Batalinga, les Babila, Bapakombe, Balese et les Pygmées.
Les Wanande sont majoritaires et sont agriculteurs, éleveurs et commerçants.
Les Bambuba habitent principalement la région forestière et pratiquent l’agriculture.
Les Babila habitent dans la région forestière du Nord-Est et pratiquent l’exploitation forestière et l’artisanat.
Les Batalinga, les Bapakombe et les Balese sont agriculteurs tandis que les Pygmées ou les Mbuti pratiquent la chasse et la cueillette.

## Principales activités
1. Agriculture (50 %)
2. Élevage (45 %)
3. Commerce (40 %)
4. Exploitation forestière (23 %)
5. Exploitation minière et l’artisanat (10 %)

## Agriculture
Elle est axée : sur les cultures vivrières : riz, bananes, haricot, maïs, soja, manioc, patate douce, pomme de terre, choux, oignons, poireaux et sur les cultures pérennes : cacao, caféiers, papayer, reboisement, le palmier à huile.

## Élevage
Il repose sur les bovidés, ovidés, caprins, la volaille, les lapins et les cobayes.

## Commerce
La production agricole est évacuée vers les centres commerciaux et vers l'intérieur (Beni, Goma, Butembo, Bunia, Kisangani). Les produits manufacturés sont achetés soit à l’extérieur (l’Ouganda, la Tanzanie, le Kenya, l’Asie, l’Europe,…) soit dans les villes de Butembo, Beni, Goma… pour être revendus dans les marchés locaux à l’intérieur du territoire.

## Exploitation forestière
Elle porte sur les bois d’œuvre dans les forêts naturelles en voie d'épuisement. La production sert aux besoins locaux de construction ou au commerce local (Beni, Butembo, Goma). Elle est également orientée vers l’Ouganda, le Kenya, la Tanzanie et le Rwanda etc.

## Accessibilité de chefferie
- Routes : Oui
- Voies aériennes : Non
- Biefs navigables : Non
- Train : Non

## Routes d’intérêt national (RIN)
- L’axe Mbau – Kamango : réhabilité en 2016 par le fonds propre du secteur
- L’axe Beni – Eringeti : asphalté mais enfoncé en beaucoup d’endroits. En certains endroits, les abords sont envahis par les hautes herbes. Le revêtement de l’asphalte est indispensable aux endroits enfoncés ou fendus.